# Cirage

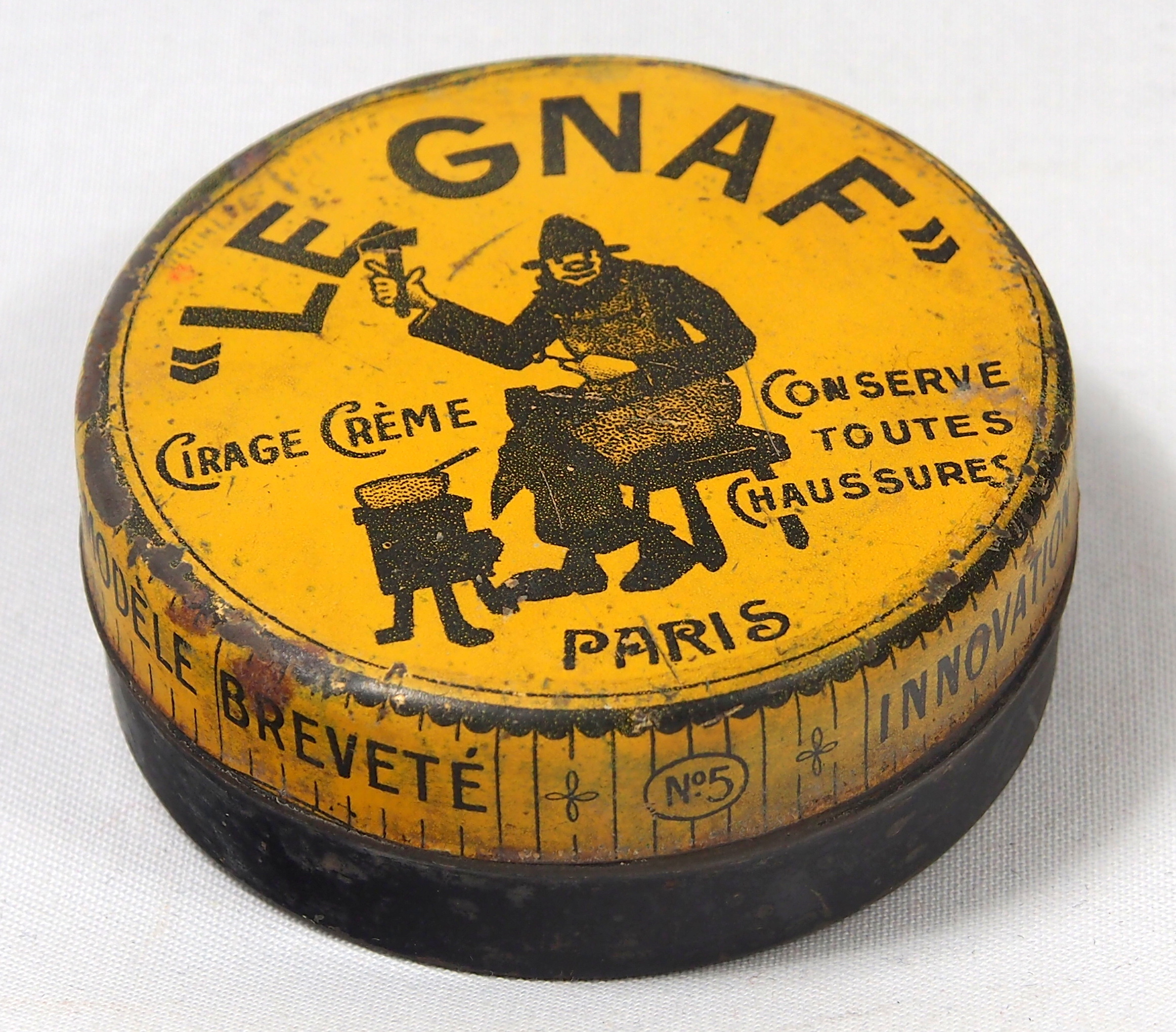
Cirage – Schuhcreme

Die Cirage [siˈʁaːʒə], von französisch cire und lateinisch cera (‚das Wachs‘) oder lateinisch ceratus (‚mit Wachs überzogen‘), steht immer im Zusammenhang mit Bienenwachs bzw. mit der gelbbraunen Farbe von Bienenwachs. Mit Cirage kann erstens eine Substanz gemeint sein, die zum Einwachsen dient, zweitens ein eingewachstes Objekt und drittens ein Objekt, das nur aussieht, als sei es mit Wachs überzogen.

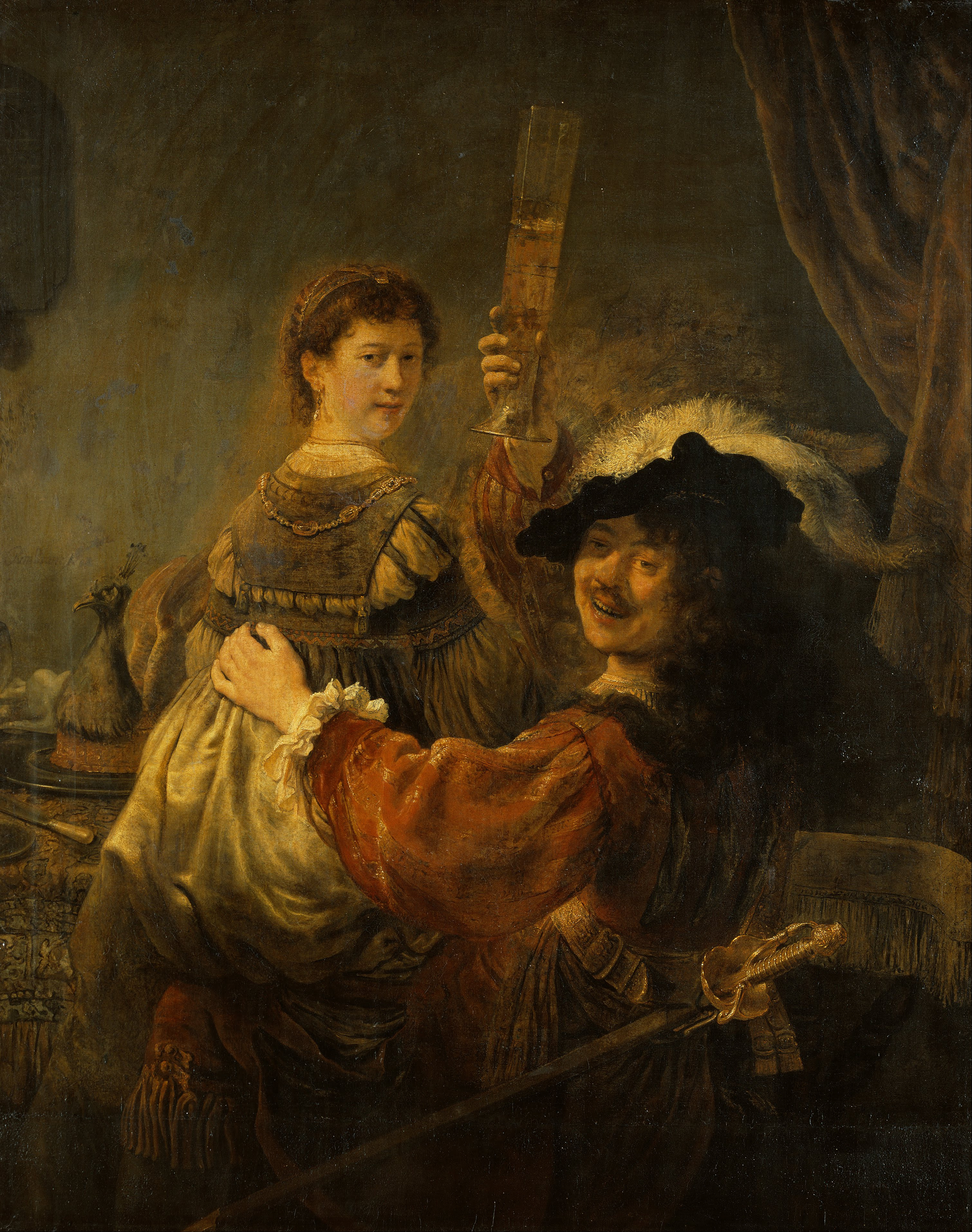
Malerei: Cirage in dunklen Gelbtönen – Rembrandt Harmenszoon van Rijn: Selbstporträt mit seiner jungen Frau Saskia, 1635/36, Öl auf Leinwand, Gemäldegalerie Dresden

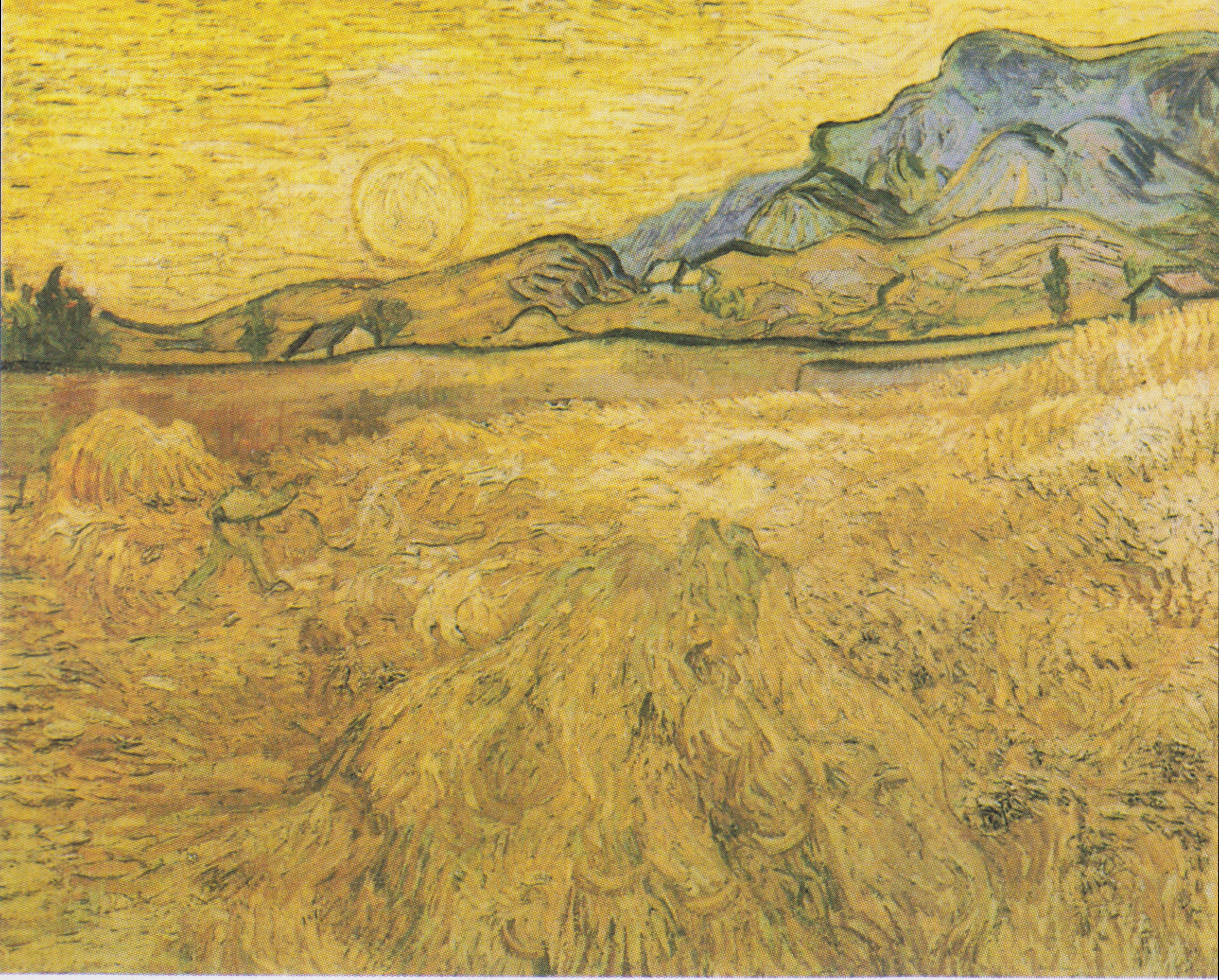
Malerei: Cirage in Gelbtönen – Vincent van Gogh: Weizenfeld mit Schnitter und Sonne, 1889, Öl auf Leinwand, Kröller-Müller Museum, Otterlo

## Namensherkunft und Beschreibung
1. Im Französischen ist „le Cirage“ ein gängiger Begriff, der unter anderem Bohnerwachs, Politur oder Schuhcreme bedeutet. Die Produkte bestanden ursprünglich hauptsächlich aus Wachs (Bienenwachs), heute bestehen sie auch aus anderen Substanzen. Neben den Pflegeprodukten kann auch allgemein Wachsfarbe oder ein Wachsüberzug mit Cirage bezeichnet werden.[1] Die Substanzen dienen dazu, Glanz, Wasserdichtigkeit und Aussehen der Gegenstände wie zum Beispiel Schuhe oder Fußböden wiederherzustellen und so deren Lebensdauer zu erhöhen. Die konservierende Wirkung steht im Vordergrund.
2. Cirage heißen „Gemälde, welche von einer Farbe gemacht und mit gelber Wachsfarbe überzogen sind.“[2] In der bildenden Kunst versiegeln einige Künstler ihre fertige Malerei, Plastik oder Fotografie mit Bienenwachs. Gleichzeitig besitzt das Wachs auch einen ästhetischen Effekt, weil es – dünn aufgetragen – die Farben leuchten lässt.[3] Nicht zu verwechseln ist die Cirage mit der Enkaustik. Dort mischen die Künstler das Bienenwachs als Bindemittel direkt mit den Farbpigmenten. Die Kunsthandwerker überziehen auch Naturprodukte wie Obst, Blumen, Blätter, Tannenzapfen oder Papierarbeiten mit Wachs, um sie haltbarer zu machen. Der Begriff Cirage tritt in diesem Zusammenhang heute allerdings nur selten auf.
3. In der bildenden Kunst bezeichnet die Cirage auch eine Malerei ohne Bienenwachs, die lediglich in wachsähnlichen Gelb- bzw. Gelbbrauntönen gehalten ist, auch Gelbmalerei genannt.[4] Sie bildet neben der Grisaille, Blau-Camaïeu und Purpur-Camaïeu eine Unterart der Camaïeu-Malerei. Sie kann wie die Camaïeu-Malerei auf Glas, Holz, Leinwand oder Porzellan aufgetragen sein.

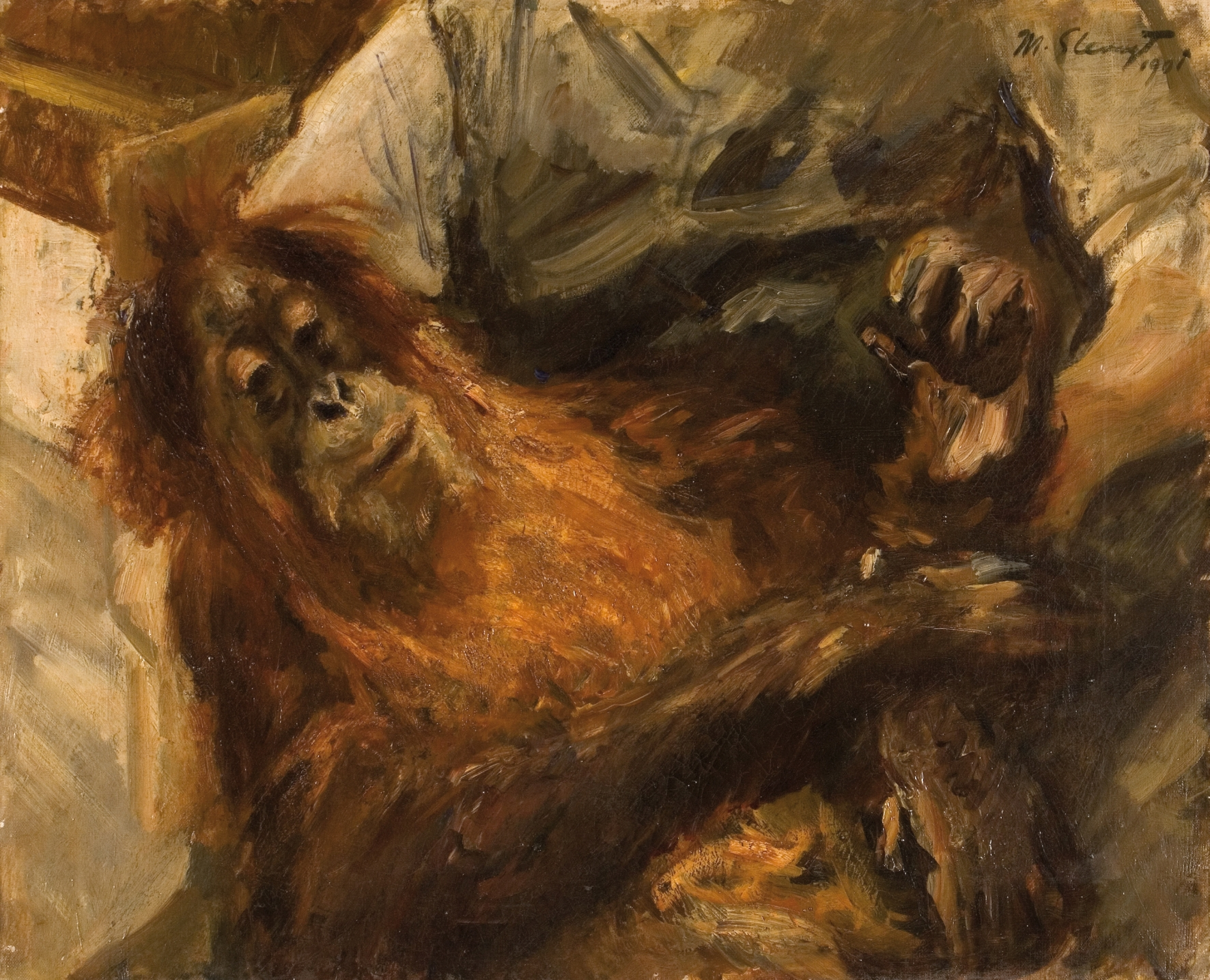
Malerei: Cirage in rötlichen Gelbtönen – Max Slevogt: Orang Utan, 1901, Öl auf Leinwand, Museum Pfalzgalerie Kaiserslautern, Gemäldesammlung

Während im Französischen Cirage heute einen gängigen Begriff darstellt, wird er im deutschsprachigen Raum kaum noch verwendet, höchstens in Kreuzworträtseln, wo nach einem Wort mit sechs Buchstaben gesucht wird, das „Überziehen mit Wachs“ bedeutet.

## Geschichte
Bereits im dritten Jahrtausend v. Chr. benutzten die Ägypter Bienenwachs für die Mumifizierung der Toten und als Überzug für ihre Wandmalereien oder Skulpturen. Dadurch sind beispielsweise die Farben der Nofretete äußerst dauerhaft und erfreuen die Betrachter auch noch nach Jahrtausenden. Die ägyptischen Künstler haben die Pigmente in Wachs gebunden (Enkaustik) und die Büste damit bemalt. Anschließend haben sie zusätzlich die Plastik mit einer Schicht aus Wachs überzogen (Cirage).